# Boticas
Boticas – miasto i gmina dystrykcie Vila Real. Obecnym burmistrzem jest António Guilherme F. L. Pires. 

## Demografia
| Liczba ludności gminy Boticas | Liczba ludności gminy Boticas | Liczba ludności gminy Boticas | Liczba ludności gminy Boticas | Liczba ludności gminy Boticas | Liczba ludności gminy Boticas | Liczba ludności gminy Boticas | Liczba ludności gminy Boticas | Liczba ludności gminy Boticas |
| ----------------------------- | ----------------------------- | ----------------------------- | ----------------------------- | ----------------------------- | ----------------------------- | ----------------------------- | ----------------------------- | ----------------------------- |
| 1849                          | 1900                          | 1930                          | 1960                          | 1981                          | 1991                          | 2001                          | 2004                          | 2011                          |
| 10 226                        | 10 982                        | 11 154                        | 14 481                        | 8 773                         | 7 936                         | 6 417                         | 5 750                         | 5 750                         |

## Sołectwa
W skład gminy wchodzą sołectwa (ludność wg stanu na 2011 r.)
- Alturas do Barroso - 399 osób
- Ardãos - 249 osób
- Beça - 843 osoby
- Bobadela - 330 osób
- Boticas - 1280 osób
- Cerdedo - 145 osób
- Codessoso - 132 osoby
- Covas do Barroso - 262 osoby
- Curros - 67 osób
- Dornelas - 338 osób
- Fiães do Tâmega - 99 osób
- Granja - 230 osób
- Pinho - 401 osób
- São Salvador de Viveiro - 293 osoby
- Sapiãos - 488 osób
- Vilar - 194 osoby

## Historia
Miasto zbudowali Rzymianie. Za ich czasów funkcjonowała tu kopalnia i termy. W mieście znaleziono rzymskie monety. Gmina powstała w 1836 roku przez częściowy rozpad gminy Montalegre.

## Miasta partnerskie
- Hiszpania - Outes (od 2008)
- Francja - Gond-Pontouvre (od 2009)
- Wyspy Świętego Tomasza i Książęca - Caué (od 2009)